# Grézac
Grézac é uma comuna francesa na região administrativa da Nova Aquitânia, no departamento de Charente-Maritime. Estende-se por uma área de 20,06 km². Em 2010 a comuna tinha 944 habitantes (densidade: 47,1 hab./km²).